# Lacrouzette
Lacrouzette est une commune française située dans le département du Tarn en région Occitanie. Sur le plan historique et culturel, la commune est dans le Sidobre, un territoire granitique couverts de forêts, à l'est de Castres.
Exposée à un climat océanique altéré, elle est drainée par l'Agout, le Lignon et par divers autres petits cours d'eau. Incluse dans le parc naturel régional du Haut-Languedoc, la commune possède un patrimoine naturel remarquable : deux sites Natura 2000 (la « basse vallée du Lignon » et Les « vallées du Tarn, de l'Aveyron, du Viaur, de l'Agout et du Gijou ») et quatre zones naturelles d'intérêt écologique, faunistique et floristique.
Lacrouzette est une commune rurale qui compte 1 533 habitants en 2022.  Elle fait partie de l'aire d'attraction de Castres. Ses habitants sont appelés les Crouzetols ou  Crouzetolles.

## Géographie

### Localisation
Commune située dans le Massif central au nord-est de Castres.

### Communes limitrophes
Les communes limitrophes sont  Burlats, Le Bez, Montredon-Labessonnié, Roquecourbe et Vabre.
|             | Montredon-Labessonnié | Vabre  |
| Roquecourbe | Lacrouzette           |        |
|             | Burlats               | Le Bez |

À l'est, la commune de Fontrieu n'est qu'à une centaine de mètres du territoire communal.

### Hydrographie
La commune est dans le bassin de la Garonne, au sein du bassin hydrographique Adour-Garonne. Elle est drainée par l'Agout, le Lignon, rieu maud, le ruisseau de Las Lagues, le ruisseau des Neigros et par divers petits cours d'eau, qui constituent un réseau hydrographique de 33 km de longueur totale,.
L'Agout, d'une longueur totale de 194,4 km, prend sa source dans la commune de Cambon-et-Salvergues et s'écoule d'est en ouest. Il traverse la commune et se jette dans le Tarn à Saint-Sulpice-la-Pointe, après avoir traversé 35 communes.
Le Lignon, d'une longueur totale de 10,4 km, prend sa source dans la commune du Bez et s'écoule d'est en ouest. Il traverse la commune et se jette dans l'Agout à Burlats, après avoir traversé 3 communes.

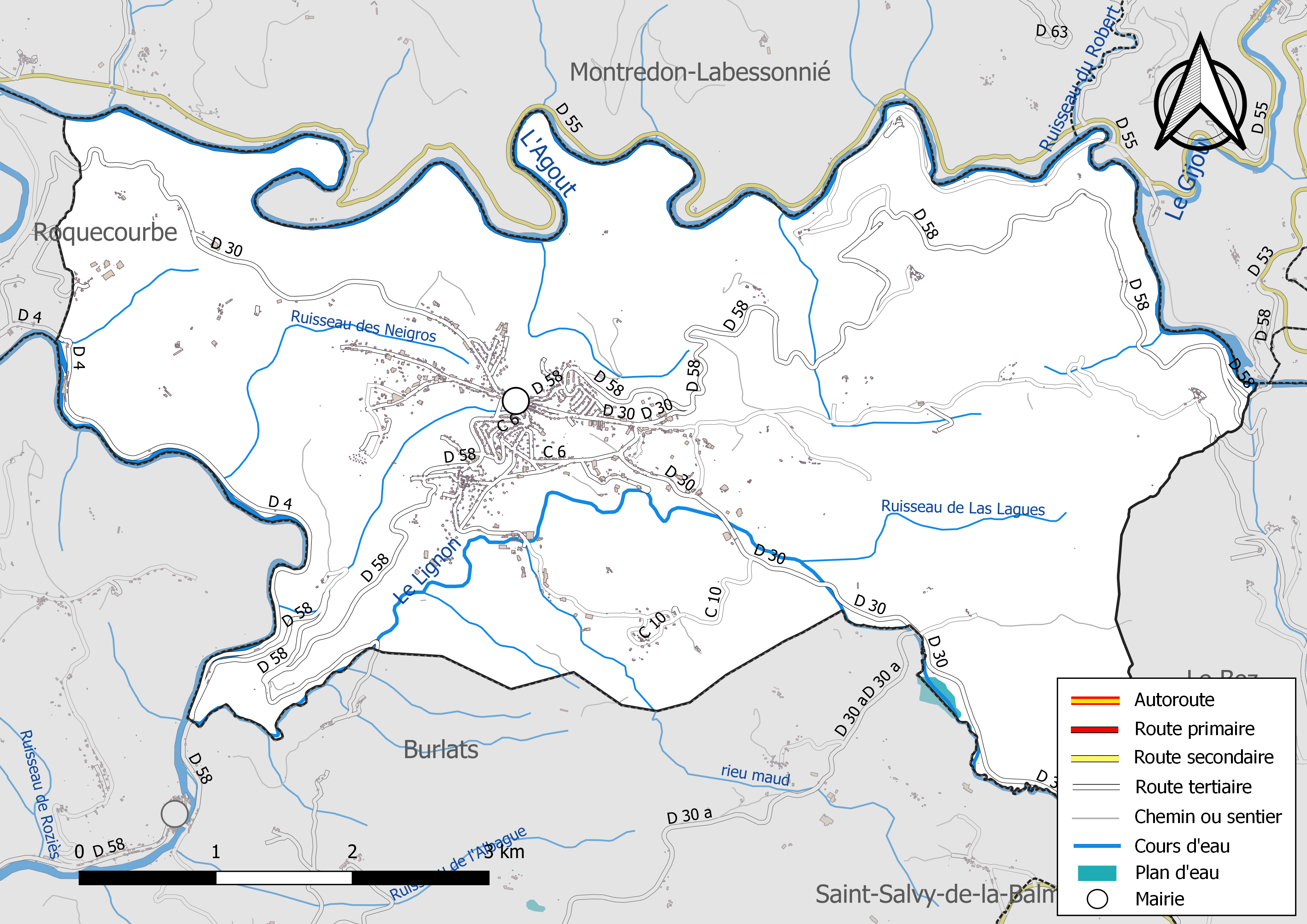
Réseaux hydrographique et routier de Lacrouzette.

### Climat
Pour des articles plus généraux, voir Climat de l'Occitanie et Climat du Tarn.
En 2010, le climat de la commune est de type climat océanique altéré, selon une étude du Centre national de la recherche scientifique s'appuyant sur une série de données couvrant la période 1971-2000. En 2020, Météo-France publie une typologie des climats de la France métropolitaine dans laquelle la commune est toujours exposée à un climat océanique altéré et est dans la région climatique Aquitaine, Gascogne, caractérisée par une pluviométrie abondante au printemps, modérée en automne, un faible ensoleillement au printemps, un été chaud (19,5 °C), des vents faibles, des brouillards fréquents en automne et en hiver et des orages fréquents en été (15 à 20 jours).
Pour la période 1971-2000, la température annuelle moyenne est de 12,4 °C, avec une amplitude thermique annuelle de 15,7 °C. Le cumul annuel moyen de précipitations est de 1 251 mm, avec 11,8 jours de précipitations en janvier et 6,4 jours en juillet. Pour la période 1991-2020, la température moyenne annuelle observée sur la station météorologique de Météo-France la plus proche, « Montredon-Labessonnié », sur la commune de Montredon-Labessonnié à 7 km à vol d'oiseau, est de 12,1 °C et le cumul annuel moyen de précipitations est de 1 133,8 mm. 
La température maximale relevée sur cette station est de 39,6 °C, atteinte le 21 juillet 1989 ; la température minimale est de −15,6 °C, atteinte le 12 janvier 1987,,.
Les paramètres climatiques de la commune ont été estimés pour le milieu du siècle (2041-2070) selon différents scénarios d'émission de gaz à effet de serre à partir des nouvelles projections climatiques de référence DRIAS-2020. Ils sont consultables sur un site dédié publié par Météo-France en novembre 2022.

### Milieux naturels et biodiversité

#### Espaces protégés
La protection réglementaire est le mode d’intervention le plus fort pour préserver des espaces naturels remarquables et leur biodiversité associée,.
La commune fait partie du parc naturel régional du Haut-Languedoc, créé en 1973 et d'une superficie de 307 184 ha, qui s'étend sur 118 communes et deux départements. Implanté de part et d’autre de la ligne de partage des eaux entre Océan Atlantique et mer Méditerranée, ce territoire est un véritable balcon dominant les plaines viticoles du Languedoc et les étendues céréalières du Lauragais,

#### Réseau Natura 2000

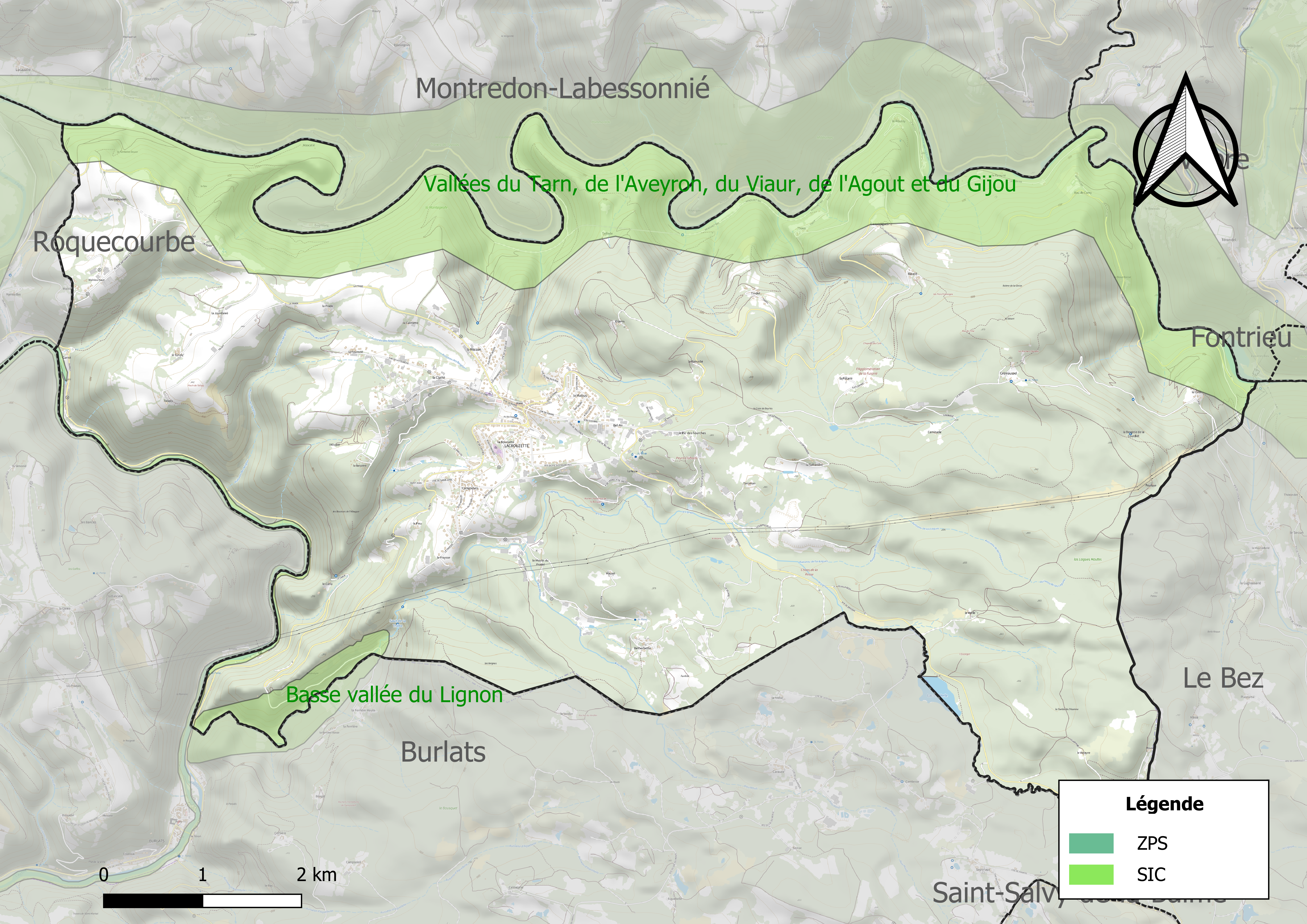
Sites Natura 2000 sur le territoire communal.

Le réseau Natura 2000 est un réseau écologique européen de sites naturels d'intérêt écologique élaboré à partir des directives habitats et oiseaux, constitué de zones spéciales de conservation (ZSC) et de zones de protection spéciale (ZPS).
Deux sites Natura 2000 ont été définis sur la commune au titre de la directive habitats :
- la « basse vallée du Lignon », d'une superficie de 56 ha, une vallée encaissée dans un socle granitique, intéressante pour sa diversité en Ptéridophytes[19] ;
- Les « vallées du Tarn, de l'Aveyron, du Viaur, de l'Agout et du Gijou », d'une superficie de 17 144 ha, s'étendant sur 136 communes dont 41 dans l'Aveyron, 8 en Haute-Garonne, 50 dans le Tarn et 37 dans le Tarn-et-Garonne. Elles présentent une très grande diversité d'habitats et d'espèces dans ce vaste réseau de cours d'eau et de gorges. La présence de la Loutre d'Europe et de la moule perlière d'eau douce est également d'un intérêt majeur[20].

#### Zones naturelles d'intérêt écologique, faunistique et floristique
L’inventaire des zones naturelles d'intérêt écologique, faunistique et floristique (ZNIEFF) a pour objectif de réaliser une couverture des zones les plus intéressantes sur le plan écologique, essentiellement dans la perspective d’améliorer la connaissance du patrimoine naturel national et de fournir aux différents décideurs un outil d’aide à la prise en compte de l’environnement dans l’aménagement du territoire.
Trois ZNIEFF de type 1 sont recensées sur la commune :
- les « Granites du Sidobre et lac du Merle » (884 ha), couvrant 3 communes du département[22] ;
- la « vallée de l'Agout entre Burlats et Roquecourbe, vallée du Lignon et plateau du Verdier » (1 448 ha), couvrant 3 communes du département[23] ;
- la « vallée du Gijou de Lacaze à Bézergues et vallée de l'Agoût de Bézergues à la Vergne » (6 257 ha), couvrant 7 communes du département[24] ;

et une ZNIEFF de type 2, : 
la « vallée de l'Agoût de Brassac à Burlats et vallée du Gijou » (15 868 ha), couvrant 17 communes du département.

Carte des ZNIEFF de type 1 et 2 à Lacrouzette.
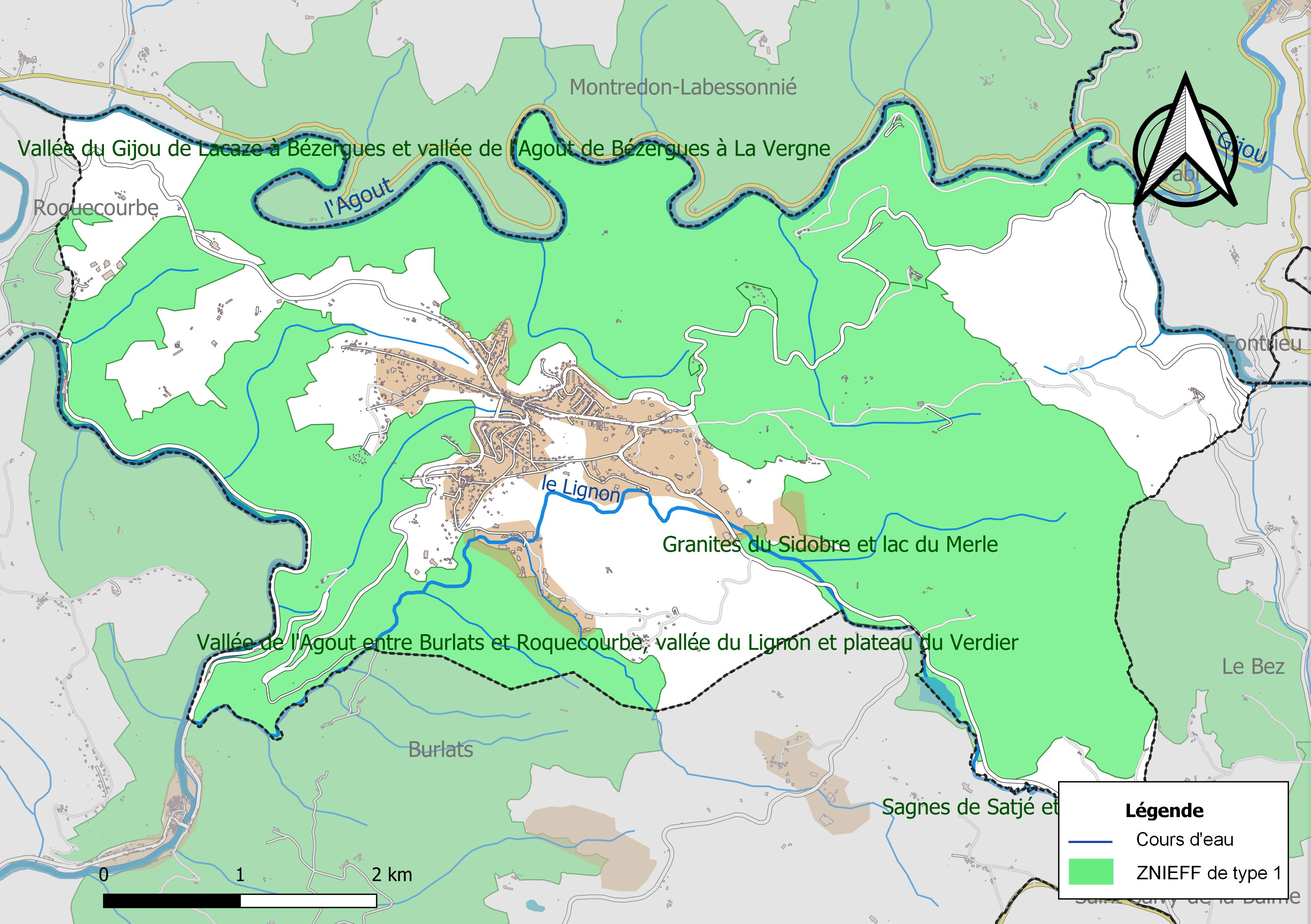
Carte des ZNIEFF de type 1 sur la commune.
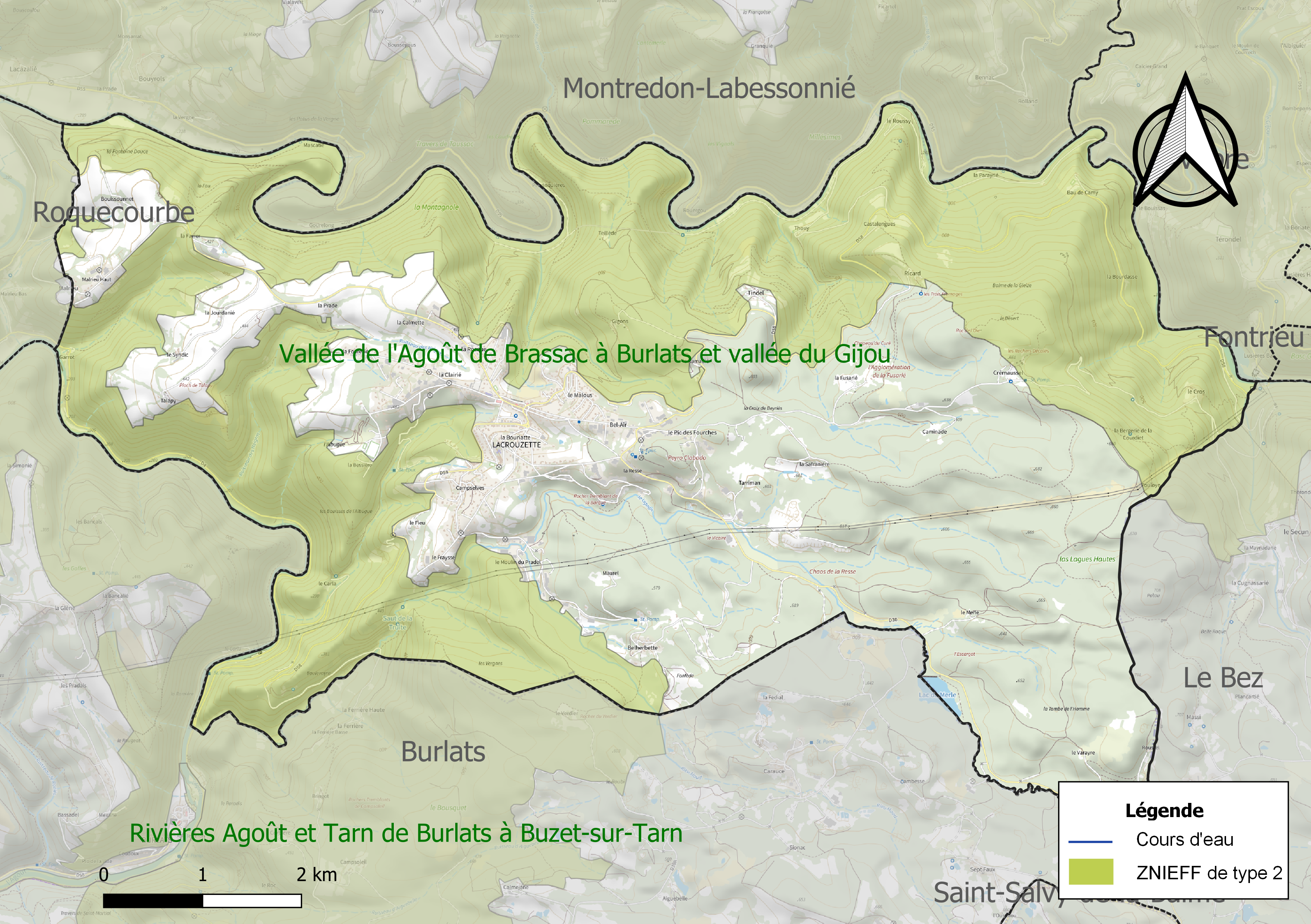
Carte de la ZNIEFF de type 2 sur la commune.

## Urbanisme

### Typologie
Au 1er janvier 2024, Lacrouzette est catégorisée bourg rural, selon la nouvelle grille communale de densité à sept niveaux définie par l'Insee en 2022.
Elle est située hors unité urbaine. Par ailleurs la commune fait partie de l'aire d'attraction de Castres, dont elle est une commune de la couronne,. Cette aire, qui regroupe 55 communes, est catégorisée dans les aires de 50 000 à moins de 200 000 habitants,.

### Occupation des sols
L'occupation des sols de la commune, telle qu'elle ressort de la base de données européenne d’occupation biophysique des sols Corine Land Cover (CLC), est marquée par l'importance des forêts et milieux semi-naturels (83,4 % en 2018), une proportion sensiblement équivalente à celle de 1990 (82,8 %). La répartition détaillée en 2018 est la suivante : 
forêts (79,1 %), prairies (8,1 %), milieux à végétation arbustive et/ou herbacée (4,4 %), zones industrielles ou commerciales et réseaux de communication (3,8 %), zones urbanisées (3,3 %), zones agricoles hétérogènes (1,4 %). L'évolution de l’occupation des sols de la commune et de ses infrastructures peut être observée sur les différentes représentations cartographiques du territoire : la carte de Cassini (XVIIIe siècle), la carte d'état-major (1820-1866) et les cartes ou photos aériennes de l'IGN pour la période actuelle (1950 à aujourd'hui).

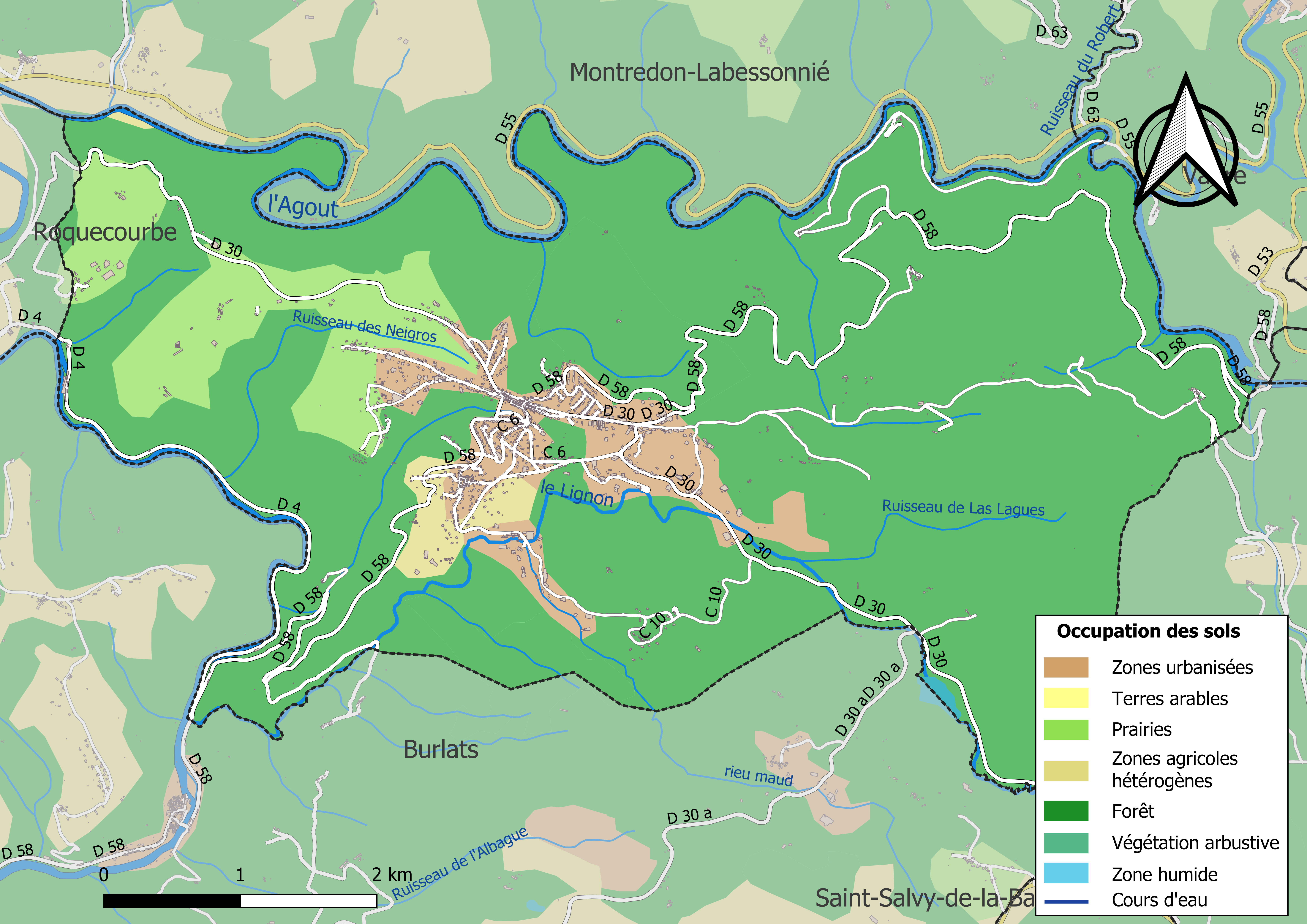
Carte des infrastructures et de l'occupation des sols de la commune en 2018 (CLC).

### Risques majeurs
Le territoire de la commune de Lacrouzette est vulnérable à différents aléas naturels : météorologiques (tempête, orage, neige, grand froid, canicule ou sécheresse), inondations, feux de forêts, mouvements de terrains et séisme (sismicité très faible). Il est également exposé à deux risques technologiques,  le transport de matières dangereuses et la rupture d'un barrage, et à un risque particulier : le risque de radon. Un site publié par le BRGM permet d'évaluer simplement et rapidement les risques d'un bien localisé soit par son adresse soit par le numéro de sa parcelle.

#### Risques naturels
Certaines parties du territoire communal sont susceptibles d’être affectées par le risque d’inondation par débordement de cours d'eau, notamment l'Agout et le Lignon. La cartographie des zones inondables en ex-Midi-Pyrénées réalisée dans le cadre du XIe Contrat de plan État-région, visant à informer les citoyens et les décideurs sur le risque d’inondation, est accessible sur le site de la DREAL Occitanie. La commune a été reconnue en état de catastrophe naturelle au titre des dommages causés par les inondations et coulées de boue survenues en 1982, 1995, 1996, 1999, 2014, 2017 et 2020,.
Lacrouzette est exposée au risque de feu de forêt du fait de la présence sur son territoire. En 2022, il n'existe pas de Plan de Prévention des Risques incendie de forêt (PPRif). Le débroussaillement aux abords des maisons constitue l’une des meilleures protections pour les particuliers contre le feu,.

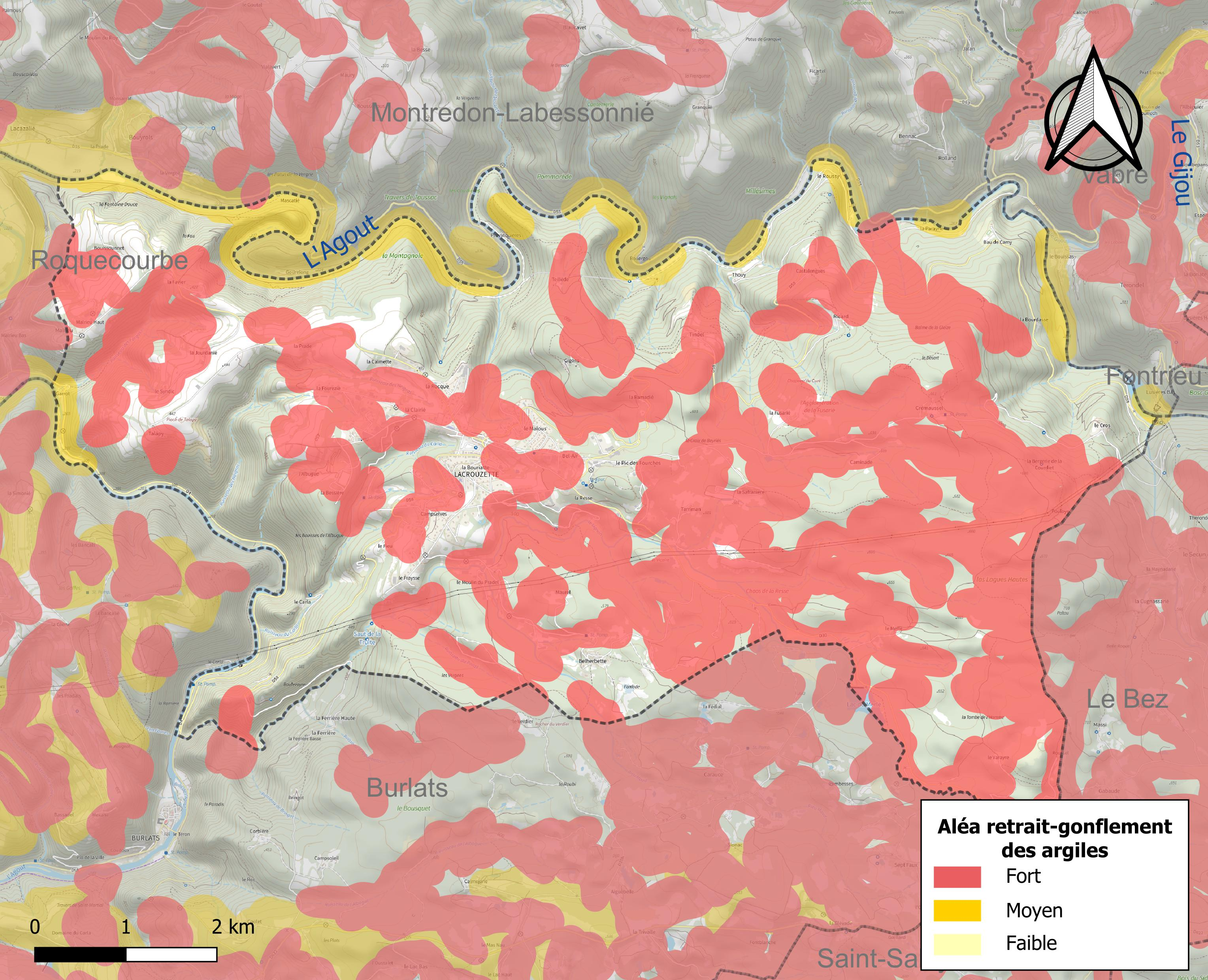
Carte des zones d'aléa retrait-gonflement des sols argileux de Lacrouzette.

La commune est vulnérable au risque de mouvements de terrains constitué principalement du retrait-gonflement des sols argileux. Cet aléa est susceptible d'engendrer des dommages importants aux bâtiments en cas d’alternance de périodes de sécheresse et de pluie. 55,2 % de la superficie communale est en aléa moyen ou fort (76,3 % au niveau départemental et 48,5 % au niveau national). Sur les 828 bâtiments dénombrés sur la commune en 2019, 444 sont en aléa moyen ou fort, soit 54 %, à comparer aux 90 % au niveau départemental et 54 % au niveau national. Une cartographie de l'exposition du territoire national au retrait gonflement des sols argileux est disponible sur le site du BRGM,.
Par ailleurs, afin de mieux appréhender le risque d’affaissement de terrain, l'inventaire national des cavités souterraines permet de localiser celles situées sur la commune.

#### Risques technologiques
Le risque de transport de matières dangereuses sur la commune est lié à sa traversée par des infrastructures routières ou ferroviaires importantes ou la présence d'une canalisation de transport d'hydrocarbures. Un accident se produisant sur de telles infrastructures est susceptible d’avoir des effets graves sur les biens, les personnes ou l'environnement, selon la nature du matériau transporté. Des dispositions d’urbanisme peuvent être préconisées en conséquence.
La commune est en outre située en aval d'un barrage de classe A. À ce titre elle est susceptible d’être touchée par l’onde de submersion consécutive à la rupture de cet ouvrage.

#### Risque particulier
Dans plusieurs parties du territoire national, le radon, accumulé dans certains logements ou autres locaux, peut constituer une source significative d’exposition de la population aux rayonnements ionisants. Certaines communes du département sont concernées par le risque radon à un niveau plus ou moins élevé. Selon la classification de 2018, la commune de Lacrouzette est classée en zone 3, à savoir zone à potentiel radon significatif.

## Toponymie
"La Crouzette", forme féminine de "crouzet", occitan croset "petit creux, ravin, petit vallon", diminutif de cròs, du gaulois croso.

## Histoire

### Héraldique
| Lacrouzette | Son blasonnement est : Parti de gueules et de sinople aux trois croisettes d'or et aux deux rochers d'argent superposés en cœur brochant sur la partition. |

## Politique et administration

### Liste des maires
| Période                                  | Période  | Identité      | Étiquette | Qualité |
| ---------------------------------------- | -------- | ------------- | --------- | ------- |
| avant 1995                               | ?        | Paul Bourges  |           |         |
| mars 2008                                | En cours | François Bono |           |         |
| Les données manquantes sont à compléter. |          |               |           |         |

## Démographie
| 1793  | 1800  | 1806  | 1821  | 1831  | 1836  | 1841  | 1846  | 1851  |
| ----- | ----- | ----- | ----- | ----- | ----- | ----- | ----- | ----- |
| 1 010 | 1 032 | 1 067 | 1 082 | 1 170 | 1 202 | 1 229 | 1 300 | 1 320 |

| 1856  | 1861  | 1866  | 1872  | 1876  | 1881  | 1886  | 1891  | 1896  |
| ----- | ----- | ----- | ----- | ----- | ----- | ----- | ----- | ----- |
| 1 219 | 1 193 | 1 200 | 1 248 | 1 240 | 1 257 | 1 217 | 1 161 | 1 143 |

| 1901  | 1906  | 1911  | 1921 | 1926 | 1931  | 1936  | 1946  | 1954  |
| ----- | ----- | ----- | ---- | ---- | ----- | ----- | ----- | ----- |
| 1 102 | 1 097 | 1 093 | 891  | 955  | 1 030 | 1 149 | 1 141 | 1 201 |

| 1962  | 1968  | 1975  | 1982  | 1990  | 1999  | 2004  | 2006  | 2009  |
| ----- | ----- | ----- | ----- | ----- | ----- | ----- | ----- | ----- |
| 1 313 | 1 572 | 1 862 | 1 955 | 1 854 | 1 753 | 1 803 | 1 812 | 1 744 |

| 2014  | 2019  | 2022  | - | - | - | - | - | - |
| ----- | ----- | ----- | - | - | - | - | - | - |
| 1 746 | 1 590 | 1 533 | - | - | - | - | - | - |

## Économie

### Revenus
En 2018, la commune compte 725 ménages fiscaux, regroupant 1 631 personnes. La médiane du revenu disponible par unité de consommation est de 20 150 € (20 400 € dans le département).

### Emploi
|                | 2008  | 2013  | 2018  |
| -------------- | ----- | ----- | ----- |
| Commune        | 7,6 % | 8,6 % | 6,9 % |
| Département    | 8,2 % | 9,9 % | 10 %  |
| France entière | 8,3 % | 10 %  | 10 %  |

En 2018, la population âgée de 15 à 64 ans s'élève à 945 personnes, parmi lesquelles on compte 75,3 % d'actifs (68,4 % ayant un emploi et 6,9 % de chômeurs) et 24,7 % d'inactifs,. Depuis 2008, le taux de chômage communal (au sens du recensement) des 15-64 ans est inférieur à celui de la France et du département.
La commune fait partie de la couronne de l'aire d'attraction de Castres, du fait qu'au moins 15 % des actifs travaillent dans le pôle,. Elle compte 725 emplois en 2018, contre 763 en 2013 et 855 en 2008. Le nombre d'actifs ayant un emploi résidant dans la commune est de 654, soit un indicateur de concentration d'emploi de 110,8 % et un taux d'activité parmi les 15 ans ou plus de 50,8 %.
Sur ces 654 actifs de 15 ans ou plus ayant un emploi, 367 travaillent dans la commune, soit 56 % des habitants. Pour se rendre au travail, 90,7 % des habitants utilisent un véhicule personnel ou de fonction à quatre roues, 0,2 % les transports en commun, 4,8 % s'y rendent en deux-roues, à vélo ou à pied et 4,3 % n'ont pas besoin de transport (travail au domicile).

### Activités hors agriculture

#### Secteurs d'activités
190 établissements sont implantés  à Lacrouzette au 31 décembre 2019. Le tableau ci-dessous en détaille le nombre par secteur d'activité et compare les ratios avec ceux du département,.
| Secteur d'activité                                                                                        | Commune | Commune | Département |
| Secteur d'activité                                                                                        | Nombre  | %       | %           |
| --- | ------- | ------- | ----------- |
| Ensemble                                                                                                  | 190     |         |             |
| Industrie manufacturière, industries extractives et autres                                                | 84      | 44,2 %  | (13 %)      |
| Construction                                                                                              | 10      | 5,3 %   | (12,5 %)    |
| Commerce de gros et de détail, transports, hébergement et restauration                                    | 52      | 27,4 %  | (26,7 %)    |
| Activités financières et d'assurance                                                                      | 8       | 4,2 %   | (3,3 %)     |
| Activités immobilières                                                                                    | 4       | 2,1 %   | (4,2 %)     |
| Activités spécialisées, scientifiques et techniques et activités de services administratifs et de soutien | 10      | 5,3 %   | (13,8 %)    |
| Administration publique, enseignement, santé humaine et action sociale                                    | 14      | 7,4 %   | (15,5 %)    |
| Autres activités de services                                                                              | 8       | 4,2 %   | (9 %)       |

Le secteur de l'industrie manufacturière, des industries extractives et autres est prépondérant sur la commune puisqu'il représente 44,2 % du nombre total d'établissements de la commune (84 sur les 190 entreprises implantées  à Lacrouzette), contre 13 % au niveau départemental.

#### Entreprises et commerces
Les cinq entreprises ayant leur siège social sur le territoire communal qui génèrent le plus de chiffre d'affaires en 2020 sont : 
- Marty Et Fils, transports routiers de fret interurbains (8 217 k€)
- Etablissements Combes Et Fils, transports routiers de fret interurbains (2 246 k€)
- SARL Mialhe Rene Et Fils, taille, façonnage et finissage de pierres (1 146 k€)
- EURL Ets Lucien Ricard, taille, façonnage et finissage de pierres (1 127 k€)
- SARL Royer Christian Royer Manutention, mécanique industrielle (619 k€)

### Agriculture
|               | 1988 | 2000 | 2010 | 2020 |
| ------------- | ---- | ---- | ---- | ---- |
| Exploitations | 22   | 7    | 4    | 4    |
| SAU (ha)      | 363  | 187  | 203  | 172  |

La commune est dans les Monts de Lacaune, une petite région agricole située dans le sud-est du département du Tarn. Entre bocages et forêt, cette zone est dédiée à l’élevage de ruminants de races à viande ou laitières. Sur les plus hauts plateaux, de nombreux élevages de brebis laitières produisent le lait destiné à la fabrication du roquefort. En 2020, l'orientation technico-économique de l'agriculture  sur la commune est l'élevage de bovins, pour la viande. Quatre exploitations agricoles ayant leur siège dans la commune sont dénombrées lors du recensement agricole de 2020 (22 en 1988). La superficie agricole utilisée est de 172 ha,,.

## Culture locale et patrimoine

### Lieux et monuments
- Église Notre-Dame de Lacrouzette.
- Temple protestant de Lacrouzette.

### Personnalités liées à la commune
- Cyril Julian, joueur de basket-ball, né à Lacrouzette le 29 mars 1974.
- Le Comité des Fêtes de Lacrouzette, c’est une bande de joyeux bénévoles toujours prêts à faire bouger le village ! Que ce soit pour organiser des soirées endiablées, des repas gourmands, des concerts ou encore la fameuse fête de village, ils mettent tout en œuvre pour apporter de la bonne humeur et des moments inoubliables à tous. Leur mission ? Faire briller Lacrouzette avec des animations festives, des rencontres chaleureuses, et surtout, des éclats de rire. Si vous aimez la convivialité, la musique, et les bonnes vibes, le Comité des Fêtes est là pour vous faire danser, chanter et profiter à fond !

## Pour approfondir